# O Carballiño (Gerichtsbezirk)
Der Gerichtsbezirk O Carballiño ist einer der 9 Gerichtsbezirke in der Provinz Ourense.
Der Bezirk umfasst 9 Gemeinden auf einer Fläche von 552,45 km² mit dem Hauptquartier in O Carballiño.

## Gemeinden
| Gemeinde                    | Einwohner (2024) | Fläche km² | Dichte Einw./km² | Cod INE | Postleitzahl |
| --------------------------- | ---------------- | ---------- | ---------------- | ------- | ------------ |
| Beariz                      | 949              | 55,97      | 17               | 32011   | 32520        |
| Boborás                     | 2.199            | 87,82      | 25               | 32013   | 32514        |
| O Carballiño                | 14.075           | 54,33      | 259              | 32019   | 32500        |
| O Irixo                     | 1.357            | 121,05     | 11               | 32035   | 32530        |
| Maside                      | 2.742            | 40,04      | 68               | 32045   | 32570        |
| Piñor                       | 1.119            | 52,69      | 21               | 32061   | 32137        |
| Punxín                      | 755              | 17,08      | 44               | 32065   | 32456        |
| San Amaro                   | 1.039            | 29,03      | 36               | 32074   | 32455        |
| San Cristovo de Cea         | 1.989            | 94,44      | 21               | 32076   | 32139        |
| Gerichtsbezirk O Carballiño | 26.224           | 552,45     | 47               | –       | –            |